# Consejo Anti-Nazi
El Consejo Anti-Nazi (Anti-Nazi Council en inglés) fue una organización con sede en Londres fundada en 1934. En 1935 se reorganizó bajo el liderazgo de Winston Churchill y pasó a llamarse Enfoque para la Defensa de la Libertad y la Paz (Focus for the Defense of Freedom and Peace), conociéndose también como Grupo Focus.

## Establecimiento
El Consejo Antinazi Británico No Sectario (BNSANC, por sus siglas en inglés) fue fundado en 1934, con Walter Citrine como presidente. En paralelo, se fundó un Consejo Mundial No Sectario Antinazi para Defender los Derechos Humanos (WNSANCHR, por sus siglas en inglés). Estas organizaciones fueron desarrollos de la Liga Antinazi No Sectaria fundada por Samuel Untermyer para instituir el boicot antinazi de 1933. El establecimiento en noviembre de 1934 del WNSANCHR fue un reconocimiento de la necesidad de una base más amplia para un boicot y contó con el apoyo de 13 países. El BNSANC organizó una manifestación en octubre de 1935. Tuvo lugar en Hyde Park, Londres, y participaron 20 000 personas.
Una figura clave en el futuro fue Arthur Harold Richards (1889–1943), secretario general de Organización del Consejo Antinazi. En 1935 era gerente de publicidad del News Chronicle.

## Posiciones iniciales
El Consejo Antinazi generalmente apoyó el enfoque de los asuntos internacionales de la Unión de la Sociedad de Naciones (LNU, por sus siglas en inglés), en el momento en que Churchill lanzó su movimiento de "las Armas y el Pacto". En el periodo anterior al estallido de la Guerra Civil Española, Churchill estaba preparado para aceptar el punto de vista de la Sociedad de las Naciones acerca de la seguridad colectiva y a bajar el tono de la hostilidad hacia la Unión Soviética en aras de contener a la Alemania nazi.

## El Grupo Focus en 1936
En febrero de 1936, Churchill organizó un fin de semana político al que invitó al antiapaciguador Austen Chamberlain, quien encontró al primer ministro Stanley Baldwin complaciente con la defensa, junto con otros (Robert Boothby, Henry Page Croft, Edward Grigg, Robert Horne y Frederick Lindemann). En una carta a su hermana Ida, Chamberlain dudaba de si aquello había sido una cueva de Adulam de conspiradores.
Durante el verano, se convocaron reuniones privadas en torno a Churchill y Robert Mond, Eugen Spier (1891–1971) y Robert Waley Cohen proporcionaron financiación para eventos grupales. Se planeó una reunión pública para diciembre en el Royal Albert Hall. Las operaciones del Focus no fueron generalmente conocidas hasta 1963. Ese año, Spier publicó el libro Focus, una nota a pie de página a la historia de los años 30 dando un relato detallado.
El primer almuerzo del Focus al que asistió Churchill tuvo otros invitados, entre ellos Norman Angell, Margaret Bondfield, Hugh Dalton, Philip Guedalla, Julian Huxley, Oliver Locker-Lampson, Duncan Sandys y Wickham Steed. El grupo obtuvo mucho apoyo entre las filas de los internacionalistas liberales, como Angell: otros fueron Robert Cecil, David Davies de la New Commonwealth Society, Gilbert Murray y los políticos Austen Chamberlain, Philip Noel-Baker, Eleanor Rathbone y Arthur Salter.
El 3 de diciembre de 1936 el Grupo Focus, con otros grupos antifascistas, mantuvo un gran mitin en el Royal Albert Hall, en el cual habló Churchill acerca de "las Armas y la Alianza": apoyó el rearme británico y la alianza de la Sociedad de las Naciones. Ese día empezó la crisis de la abdicación, con las noticias de la ruptura del matrimonio previsto de Eduardo VIII. Churchill defendió la posición del rey en el parlamento el 13 de diciembre y Harold Nicolson pensó que su trabajo de dos años quedaba en nada.

## El posterior Grupo Focus
Posteriormente el grupo continuó sin influencia masiva, actuando sus miembros como individuos más que como un movimiento. A finales de 1937, Murray le comentó a Cecil acerca de la convergencia de la posición de la Unión de la Sociedad de las Naciones con la de Churchill.
Harold Nicolson fue invitado a un almuerzo grupal en marzo de 1938, que describió como "una de las cosas de Winston", que comprendía a Angell, Cecil y Steed con Walter Layton del News Chronicle y otros. El 29 de septiembre de 1938, el día antes de la firma del Acuerdo de Múnich, Churchill convocó al Grupo Focus para almorzar en el Hotel Savoy y para firmar un telegrama amenazante para ir con él a Neville Chamberlain; Clement Attlee se negó a que se agregara su nombre por teléfono. Entre los firmantes estaban Cecil, Sinclair y Lord Lloyd. La historia de que Anthony Eden también se negó a agregar su nombre es rechazada por el biógrafo de Eden, Robert Rhodes James; quien atribuye el relato a Violet Bonham Carter, a la cual no le gustaba Eden y tenía una visión sombría de sus motivaciones.

## Spier en la Segunda Guerra Mundial
En octubre de 1939, después del estallido de la Segunda Guerra Mundial, Eugen Spier fue uno de los cientos de extranjeros detenidos en el Olympia de Londres. Las fuerzas de seguridad implementaron la política de John Anderson, según la cual los extranjeros, incluidos refugiados, fueron clasificados por tribunales, que dando una pequeña parte de ellos retenidos. Luego se encontró en un campo establecido a partir de un hipódromo en Lingfield, Surrey. Describió su experiencia en el sistema de internamiento británico en su libro El poder protector (1951).